# Елюзань (Пензенская область)
Елюзань — железнодорожная станция (населённый пункт) в Кузнецком районе Пензенской области. Входит в состав Сюзюмского сельсовета.

## География
Железнодорожная станция находится в восточной части Пензенской области, на расстоянии примерно 31 км (по прямой) к северо-западу от города Кузнецк, административного центра района.

### Часовой пояс
Железнодорожная станция Елюзань, как и вся Пензенская область, находится в часовой зоне МСК (московское время). Смещение применяемого времени относительно UTC составляет +3:00.
Железнодорожная станция Елюзань, как и вся Пензенская область, находится в часовой зоне МСК (московское время). Смещение применяемого времени относительно UTC составляет +3:00.

## История
Населённый пункт появился при строительстве железной дороги. В селении жили семьи тех, кто обслуживал железнодорожную инфраструктуру.

## Население
| 1930 | 1939 | 1959 | 1979 | 1989 | 1996 | 2002 |
| ---- | ---- | ---- | ---- | ---- | ---- | ---- |
| 67   | ↘58  | ↗838 | ↘837 | ↘673 | ↘650 | ↘575 |
| 2010 |      |      |      |      |      |      |
| ↘513 |      |      |      |      |      |      |

### Национальный состав
Согласно результатам переписи 2002 года, в национальной структуре населения русские составляли 55 %, а татары 43 % из 575 чел.

## Улицы
| - ул. Весёлая, - ул. Железнодорожная, - пер. Лесорубов, - ул. Новостройка, - ул. Песчаная, | - пер. Песчаный, - ул. Светлая, - пер. Светлый, - ул. Сосновая, - пер. Сосновый. |

## Инфраструктура
Путевое хозяйство. Действует железнодорожная станция Елюзань.

## Транспорт
Остановка общественного транспорта «Станция Елюзань».